# لی‌مایدن
لی‌مایدن (به هلندی: Leimuiden) یک منطقهٔ مسکونی در هلند است که در کاخ ان‌براسم واقع شده‌است. لی‌مایدن ۴٬۳۵۰ نفر جمعیت دارد.